# Gnesta landskommun
Gnesta landskommun var en tidigare kommun i Södermanlands län.

## Administrativ historik
1952 bildades Gnesta landskommun av Frustuna landskommun med Gnesta municipalsamhälle och Kattnäs landskommun. 1955 ombildades landskommunen med municipalsamhället till Gnesta köping.
1974 uppgick köpingen i den nybildade Nyköpings kommun. Området bröts 1992 ut till Gnesta kommun.

### Kyrklig tillhörighet
I kyrkligt hänseende tillhörde Gnesta landskommun Frustuna och Kattnäs församlingar.

## Geografi
Gnesta landskommun omfattade den 1 januari 1952 en areal av 129,61 km², varav 109,27 km² land.

## Politik

### Mandatfördelning i Gnesta landskommun, valen 1950-1954
| 14 | 9 | 7 |

| 23 | 7 |

| 14 | 5 | 6 | 5 |

| 23 | 7 |